# Dallara GP3/10
O Dallara GP3/10 é a primeira geração de monoposto desenvolvida pelo fabricante italiano Dallara para ser usado como o único chassi da temporada inaugural da GP3 Series em 2010, sendo usado até a temporada de 2012. A GP3 Series foi uma antiga categoria de apoio da GP2 Series, onde a Dallara também projetava o chassi. Ele estreou em maio de 2010 na Catalunha e foi usado pela última vez em setembro de 2012 em Monza.